# Asplenium nigripes
Asplenium nigripes är en svartbräkenväxtart som först beskrevs av Fée, och fick sitt nu gällande namn av William Jackson Hooker. Asplenium nigripes ingår i släktet Asplenium och familjen Aspleniaceae. Inga underarter finns listade.